# Parascleropilio
Parascleropilio is een geslacht van hooiwagens uit de familie Phalangiidae (Echte hooiwagens).
De wetenschappelijke naam Parascleropilio is voor het eerst geldig gepubliceerd door Rambla in 1975. 

## Soorten
Parascleropilio is monotypisch en omvat slechts de volgende soort:
- Parascleropilio fernandezi